# Joschka Hellmeier
Joschka Hellmeier (ur. 18 maja 1989 w Gmunden) – austriacki wioślarz.

## Osiągnięcia
- Mistrzostwa Świata Juniorów – Amsterdam 2006 – czwórka podwójna – 12. miejsce[1].
- Mistrzostwa Świata Juniorów – Pekin 2007 – czwórka podwójna – 13. miejsce[1].
- Mistrzostwa Świata U-23 – Račice 2009 – dwójka podwójna wagi lekkiej – 5. miejsce[1].
- Mistrzostwa Europy – Brześć 2009 – dwójka podwójna wagi lekkiej – 4. miejsce[1].
- Mistrzostwa Europy – Montemor-o-Velho 2010 – dwójka podwójna wagi lekkiej – 4. miejsce[1].